# Stress
Pour les articles homonymes, voir Tension et Stress (homonymie).
Le stress [stʁɛs] (de l'anglais stress [stɹɛs] ) est, en biologie, l'ensemble des réactions d'un organisme soumis à des pressions ou contraintes de l'environnement, les stresseurs (en). Ces réactions dépendent toujours de la perception qu'a l'individu des pressions qu'il ressent. Selon la définition médicale, il s'agit d'une séquence complexe de situations provoquant des réactions physiologiques, psychosomatiques. Par extension tous ces incidents sont également qualifiés de stress. Le stress est différent de l'anxiété, celle-ci est une émotion alors que le stress est un mécanisme de réponse pouvant amener différentes émotions, dont l'anxiété.

## Étymologie
Le mot stress en français est un emprunt du même mot anglais qui est lui-même issu de l'ancien français « destresse » qui signifie détresse.

## Historique
La notion de stress a été introduite par l'endocrinologue Hans Selye, qui, en se basant sur le concept de stress mécanique, publie en 1956 The stress of life (Le Stress de la vie). Observant ses patients, il y décrit le mécanisme du syndrome d'adaptation, c'est-à-dire l’ensemble des modifications qui permettent à un organisme de supporter les conséquences d’un traumatisme naturel ou opératoire. Il publie par la suite Stress without distress en 1974, (Le Stress sans détresse) et son autobiographie The stress of my life (1977).
L'idée du concept de stress et de syndrome général d'adaptation lui est venue en 1925 alors qu'il étudiait la médecine à l'Université de Prague. Par la suite il a développé le concept de Eustress. Ce terme qu'il a inventé se compose de deux parties. Le préfixe « eu » vient du mot grec qui signifie « bien » ou « bon ». Accolé au mot stress, il signifie littéralement « bon stress ». Par la suite, diverses notions ont été rajoutées pour définir, d'une part la notion de a-stress, d'autre part de dystress. A-stress est un état privatif de stress (pouvant être obtenu notamment par le biais de la méditation) dont les effets bénéfiques pour la santé sont expérimentés en médecine. Des travaux utilisant cette méthode ont été publiés en 2010 en Suède chez des patients cancéreux.
Les travaux de recherche portent sur l'être humain (avec la psychologie, psychiatrie…) ou relèvent de l'éthologie en s'appuyant sur l'étude du comportement de différentes espèces face au stress (dans la nature ou dans les élevages ou chez l'animal domestique), ou sur des expériences de laboratoire basées sur le modèle animal (rat de laboratoire ou souris le plus souvent ; exposés à des décharges électriques, un risque de noyade ou lors d'une expérience récente à de la litière de chat. Les individus sont plus ou moins vulnérables à un même stress, en partie pour des raisons génétiques. Selon une étude récente (publiée le 11 août 2014), 334 gènes sont impliqués chez les rats les plus sensibles au stress post-traumatique).

## Définitions

### Théories
- Richard Lazarus (en) et Susan Folkman, 1984 : le stress est selon eux défini comme une « transaction entre la personne et l’environnement » dans laquelle la situation est évaluée par l’individu comme débordant ses ressources et pouvant mettre en danger son bien-être[7].
- Crespy, 1984 : le stress est qualifié de générateur de pathologies. Mobilisation de l’organisme tout entier pour apporter une réponse à des agressions environnementales. Cette mobilisation, si elle est souvent imposée, va engendrer progressivement une usure et une dégradation des organes et fonctions concernées[8].

En fait, c’est la double-perception d’un état de divergence entre une demande d’adaptation à un moment donné et la capacité à y faire face. C’est une dépense d'énergie. Il peut être positif ou négatif. Selon Épictète : « Ce qui trouble les hommes, ce ne sont pas les choses, mais le jugement qu’ils portent sur ces choses ».

### Stress chronique
Le stress est une réponse naturelle pour se protéger contre les dangers potentiels. En cas de situation stressante, la réponse « combat ou fuite » est provoquée par la libération d'hormones de stress telles que le cortisol et l'adrénaline. Lorsque cette réaction persiste pendant un temps prolongé, elle mène au stress chronique, qui a des répercussions négatives sur la santé mentale et physique. Un stress persistant peut contribuer à la dépression et à l'anxiété, tout en augmentant le risque de maladies cardiovasculaires et en affaiblissant le système immunitaire. Considérant que le cerveau psychologique est lié au bien-être physiologique, il est crucial de développer des techniques pour gérer le stress incluant l'exercice aérobique, la méditation, la pleine conscience et la spiritualité.

## Chez l'humain
Le stress implique trois systèmes neuro-hormonaux selon le modèle de Selye : l'axe hypothalamo-sympathico-adrénergique, l'axe hypothalamo-hypophyso-surrénalien (appelé aussi système CRH ou axe corticotrope) et le système nerveux central. Le syndrome général d'adaptation que provoque le stress se divise en trois phases. La première réalise la réaction d'alarme (choc et contre-choc) et implique l'axe hypothalamo-sympathico-adrénergique, axe rapide qui répond au stresseur (stimulus stressant tel que fuite, attaque, immobilisation, compensation…). La seconde est la phase de résistance, dans laquelle intervient le système CRH, axe lent, avec libération de glucocorticoïdes (principalement le cortisol chez l’homme). La troisième est la phase d'épuisement qui correspond à un état de stress chronique dans lequel les récepteurs du système nerveux central deviennent moins sensibles aux glucocorticoïdes qui submergent l'organisme. L'hippocampe saturé de cortisol ne peut plus assurer la régulation. Le cortisol envahit le cerveau et installe une dépression. Les zones altérées sont principalement l'hippocampe, l'amygdale, le cortex cingulaire antérieur et le cortex préfrontal[réf. nécessaire].
Une étude de laboratoire récente montre en outre un lien significatif entre le clignement des paupières humain (nictation) et la charge psychique (mentale),.
Le stress a des répercussions sur notre santé mentale, physique et psychique. En effet son action peut être bénéfique dans certains cas et nous pousser à réussir. Ou au contraire il peut être néfaste et nous déstabiliser complètement jusqu’à perdre le contrôle de nous-mêmes.
Les facteurs déclencheurs du stress sont nombreux : ils peuvent être physiques ou environnementaux (traumatismes, interventions chirurgicales, travail important), physiologiques (douleurs, manque de sommeil, déséquilibres des rythmes alimentaires), psychiques (émotions négatives). De plus un stress chronique peut être à l’origine de maladies graves ou addictives tel que le cancer, la drogue, ou l’alcool.

## Chez les autres animaux
Comme les humains, les autres animaux doivent pouvoir répondre aux agressions et aux émotions générées par leur environnement. Des dérangements ou changements trop fréquents ou trop brutaux sont des sources de stress qui peuvent leur être préjudiciables.
Chez les animaux d'élevage ou les animaux de compagnie qui dépendent entièrement du bon vouloir de leurs maîtres, les causes en sont les suivantes :
- la nouveauté : intrus, modifications alimentaires brusques ;
- la frustration : perte de territoire, destruction d'habitat, séparation d'avec le groupe ;
- les conflits : luttes hiérarchiques, pour la reproduction, etc. ;
- les traumatismes : capture, blessure, agression corporelle.

On peut constater ces réactions à travers les expériences du professeur Henri Laborit. Le stress génère de la peur et des incertitudes qui influent sur le comportement et la physiologie de l'animal. L'organisme sécrète des hormones pour mobiliser le cerveau et les muscles. L'oxygénation augmente.
- Stress occasionnel : un animal apeuré va chercher à fuir, se mettre à pousser des cris ou à trembler. À un stade de peur extrême, un chat, par exemple, va saliver abondamment, ses pupilles vont se dilater et il peut uriner[15].
- Stress de longue durée : l'animal devient d'abord anxieux. Ses fonctions digestives sont perturbées. Il développe des comportements pathologiques de substitution, souvent répétitifs, comme chercher frénétiquement à marquer son territoire, manger ou boire trop, faire un toilettage excessif, développer de l'hyperactivité, renouveler des parcours en boucle, agresser son environnement, etc. Si la situation de stress se prolonge encore, l'animal devient dépressif ou bien régressif. Il va se replier sur lui-même pour échapper à la cause de ses problèmes. Il ne bouge plus, cesse de s'alimenter et reste indifférent aux sollicitations de son entourage ou bien au contraire agit de manière indisciplinée (chez les animaux domestiques). Il devient aussi beaucoup plus vulnérable aux maladies[15].

Chez l'animal sauvage, la chasse et la pêche sont des sources de stress (même en cas de No-kill ou captures scientifiques, avec en particulier le stress induit par certaines formes de captures (filet ou épuisette pour les poissons,). Ce stress peut être source de biais d'interprétation lors de certaines études scientifiques, par exemple concernant l'étude de la composition du sang ou des teneurs en certaines hormones chez l'animal sauvage.

### Stades

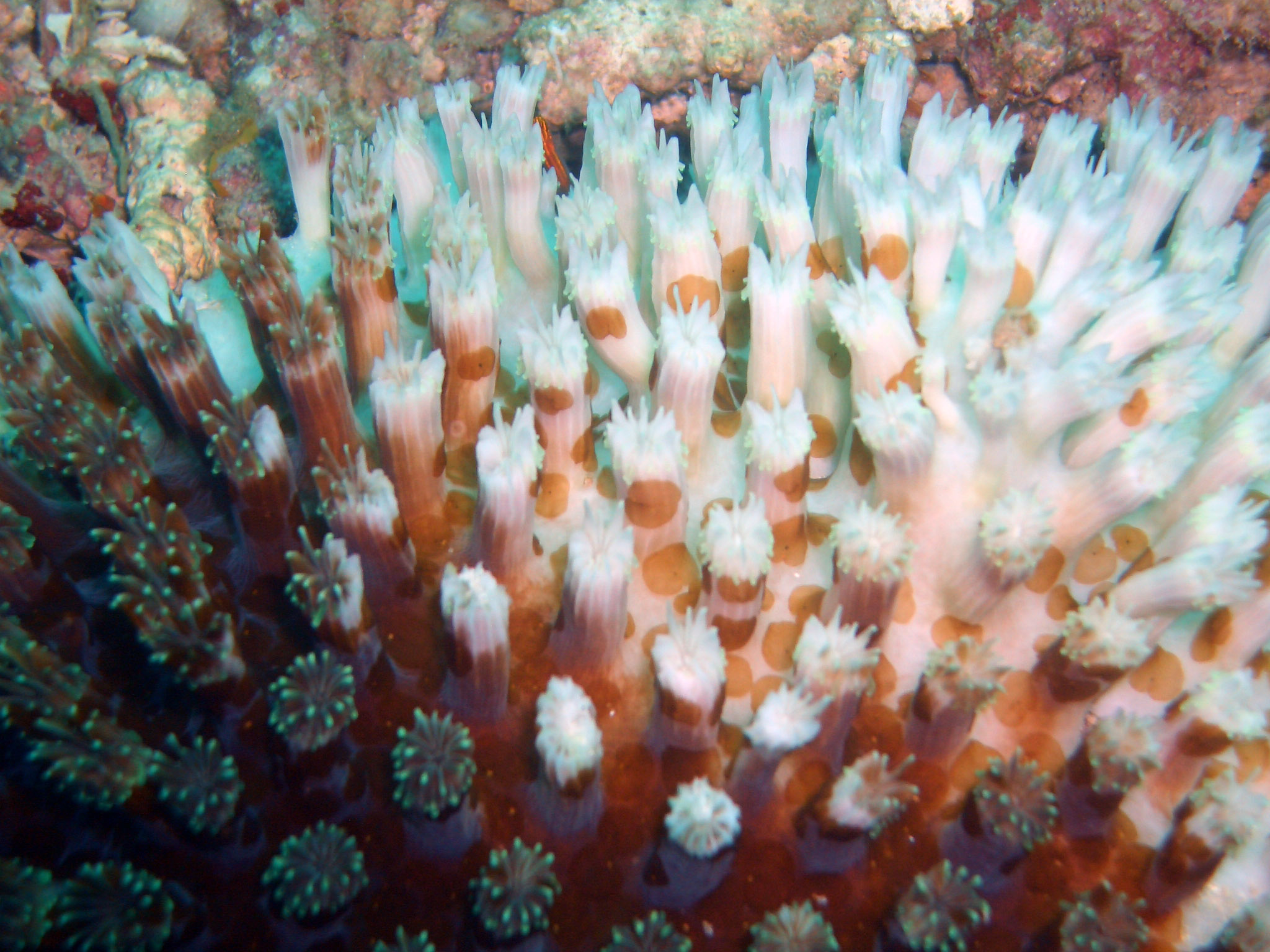
Les coraux (Galaxea sp.) stressés en eau trop chaude se mettent à expulser leurs zooxanthelles dans un processus connu sous le nom de blanchissement des coraux. Si la température de la mer ne baisse pas rapidement, l'expulsion devient permanente et le corail meurt.

D'après Hans Selye, le syndrome de stress évolue en suivant trois stades successifs :
1. « réaction d'alarme » : les forces de défense sont mobilisées ;
2. « stade de résistance » : adaptation à l'agent stressant ;
3. « stade d'épuisement » : inexorablement atteint si l'agent stressant est suffisamment puissant et durable…

Différents stades du stress : métaphore du chat
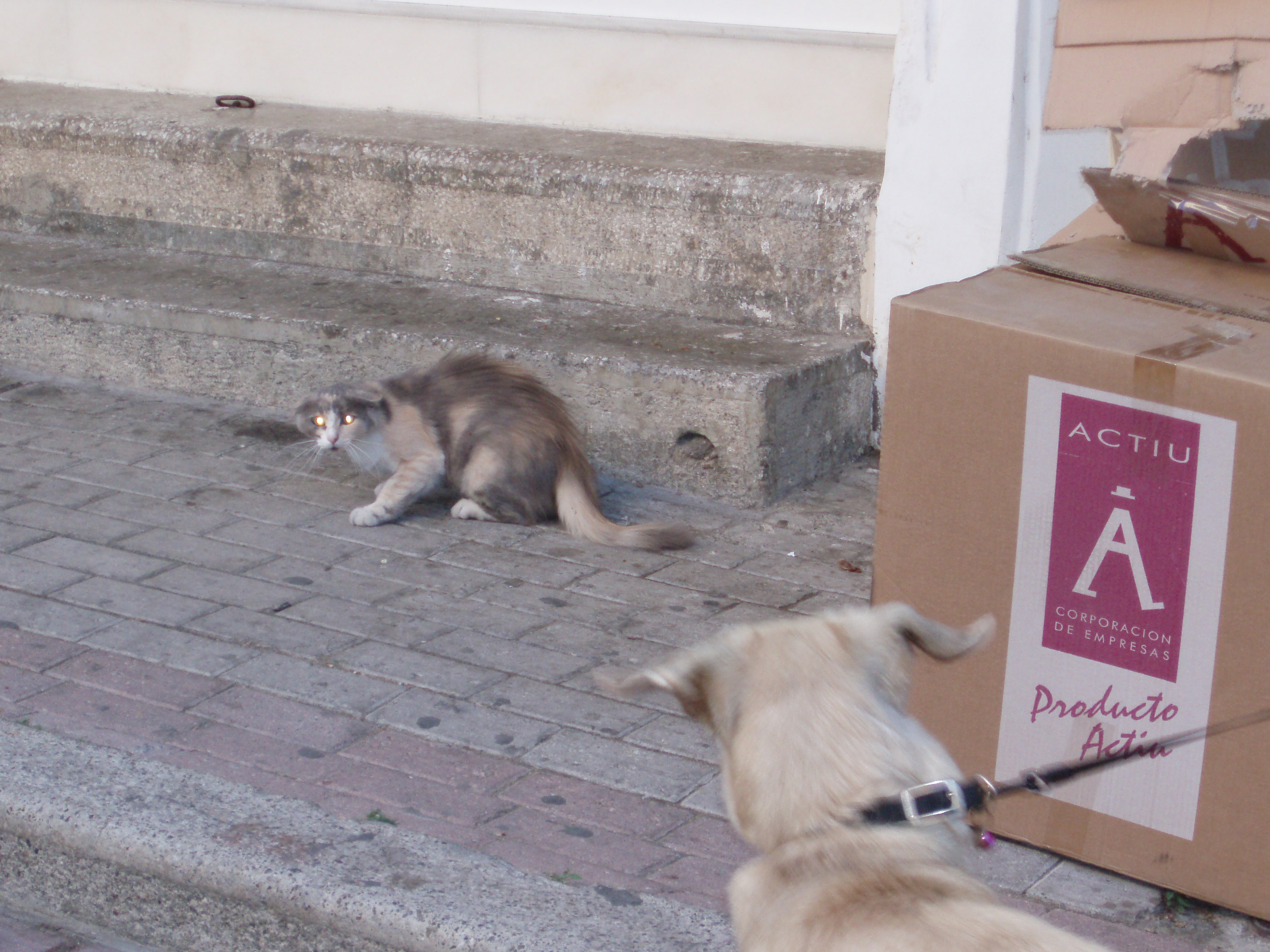
Alarme.
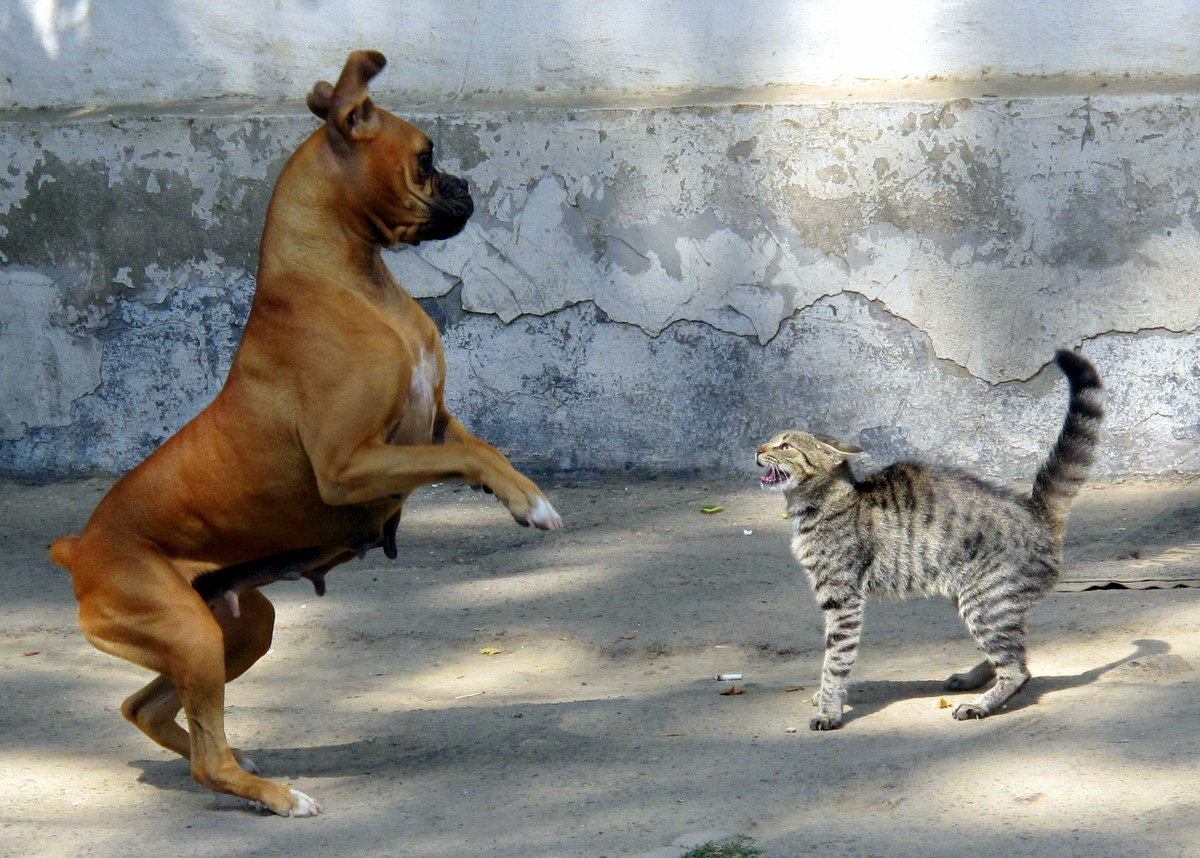
Résistance.
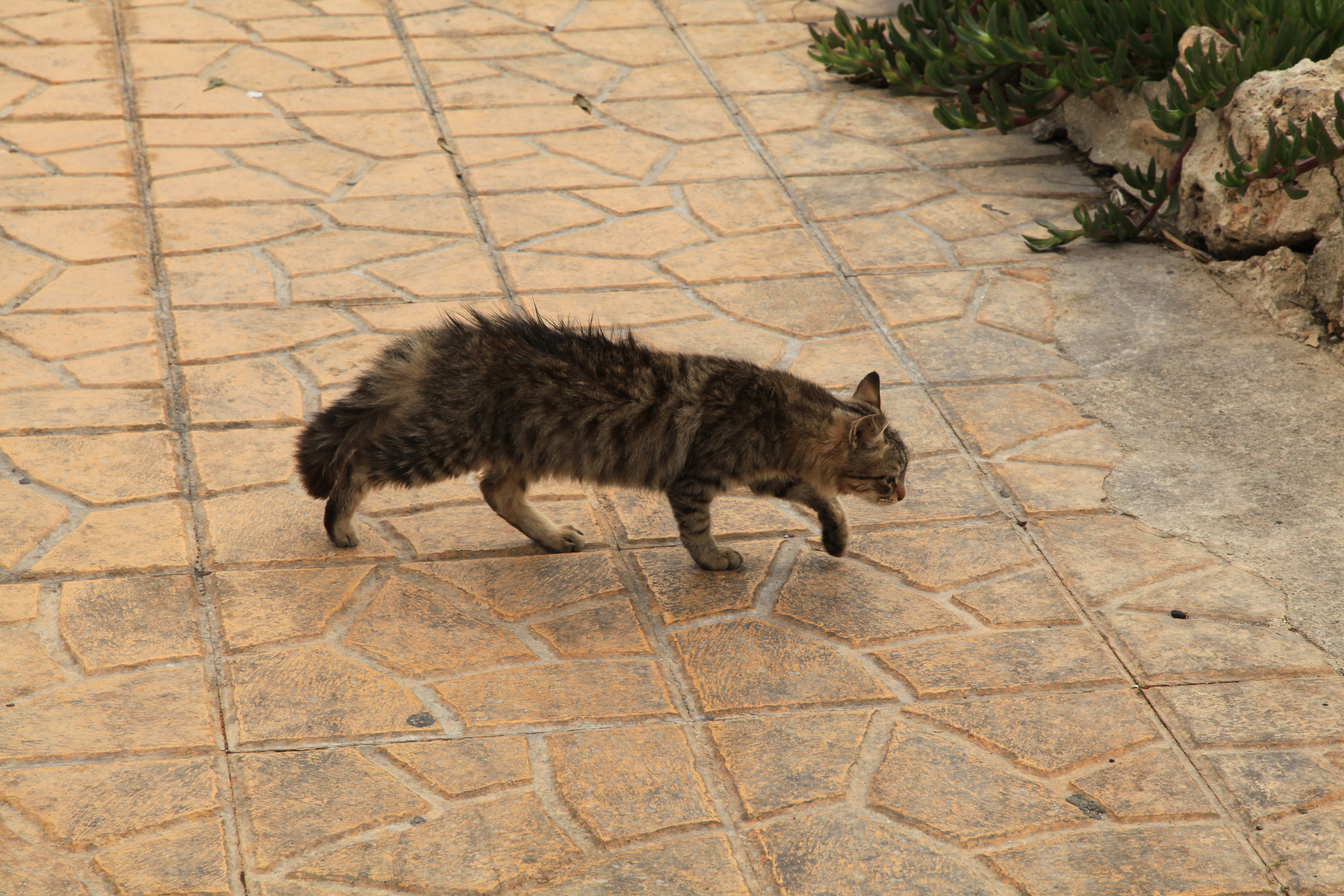
Épuisement.
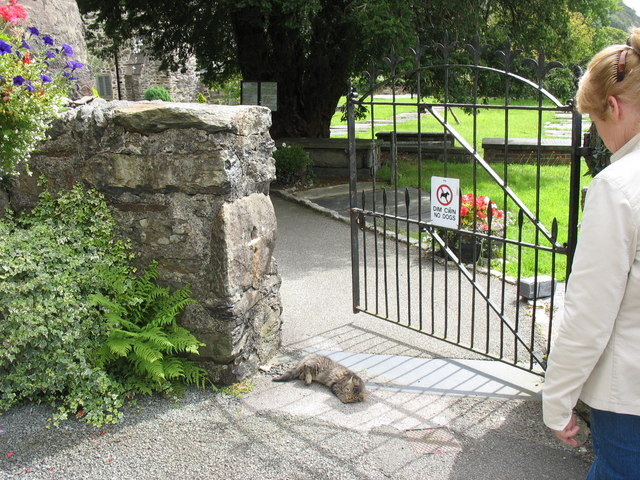
Récupération.

## Chez les végétaux

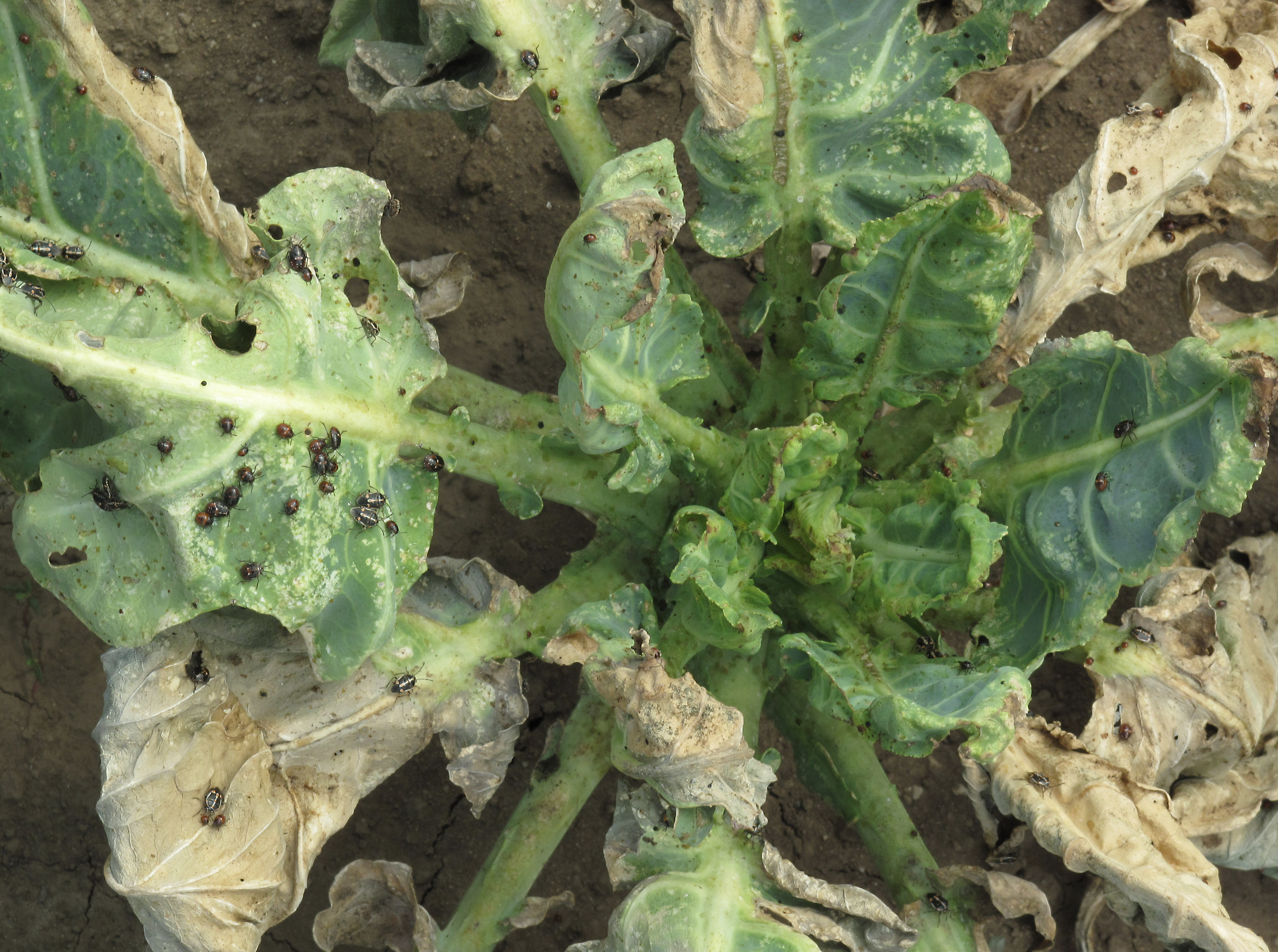
Choux stressé par la chaleur et la sècheresse, envahi par les insectes.

Les situations de stress et les réactions des végétaux peuvent différer. Des stress peuvent être plus ou moins habituels ou exceptionnels. Un stress peut être transitoire ou irréversible, et alors créer une vie en conditions extrêmes. C'est un équilibre entre les contraintes du stress et les processus d'adaptation qui fait que « ça passe ou ça casse », c'est-à-dire que la plante s'en sorte, ou meurt.
Les stress les plus courants sont ceux liés à la prédation par les herbivores, le stress thermique et le stress hydrique.

### Effets sur les plantes
Dynamique de Selye : on peut observer la succession de phases dépendant des « forces » de la stimulation et de l'inhibition. Lorsqu'une contrainte arrive à la cellule, la phase d'alarme commence, elle débute par la déstabilisation d'un certain nombre de structures, surtout les membranes, et de fonctions. Puis, la résistance se met en place. Des processus de réparation, de restauration de l'état initial et de synthèse de molécules de protection apparaissent, c'est la phase de récupération. L'état revient au stade initial. Si le stress continue, la plante accentue ses processus de protection. Mais, si le facteur de stress s'intensifie ou dure trop longtemps, il y a la phase d'épuisement avec de gros dégâts, dus par exemple à l'attaque de parasites qui profitent de la faiblesse de la plante, et celle-ci meurt.
Par exemple, d'après Amzallag et Lerner, 1995 : la Ficoïde glaciale (Mesembryanthemum crystallinum) met 20 jours à s'acclimater à un stress dû à NaCl, qui a pour effet le passage du métabolisme C3 au C4. La pomme de terre (Solanum tuberosum) allonge son ADN si elle subit une blessure par coupure. De plus, chaque stress induit la dégradation des protéines, ce qui accélère la senescence.
Les blessures et infections sont associées à l'augmentation de la respiration, qui fournit à la plante le carbone nécessaire à la synthèse d'éléments de défense et de réparation.
Chez certains arbres qui vivent très vieux, par exemple chez le Pin aristé (Pinus aristata), on observe souvent une partie entière qui est morte ; cette situation peut résulter de la foudre, et aussi (dans des semi-déserts) de périodes de stress climatiques (froid et/ou sècheresse).

## Techniques de gestion du stress

### L'exercice aérobique
D'après une étude portant sur le taux de cortisol dans le sang au cours d'une période de douze semaines, il a été constaté que l'exercice aérobie améliore le bien-être général en régulant les niveaux de cortisol, ce qui réduit le stress. Non seulement il diminue le stress, mais aussi il améliore la qualité du sommeil, ce qui maintient une bonne santé mentale. L'exercice aérobie est une activité physique qui augmente la fréquence cardiaque et le taux d'oxygène. Cet objectif peut être atteint grâce à n'importe quel programme d'exercices, par exemple le jogging, le cyclisme, la natation, etc. Il est recommandé de faire environ 150 minutes d'exercice physique par semaine pour obtenir des résultats. En outre, l'exercice aérobie est une approche saine pour obtenir des avantages neurobiologiques et psychologiques qui gèrent les symptômes de l'anxiété et du stress. D'un point de vue neurobiologique, l'exercice aérobie stimule la libération d'endorphines, qui ont pour effet de soulager naturellement le stress. Des neurotransmetteurs comme la sérotonine sont également libérés et améliorent l'humeur. Ces substances chimiques contribuent à atténuer le stress et à promouvoir un sentiment de détente, tout en renforçant l'estime de soi. Sur le plan psychologique, il a été également démontré que l'activité aérobique redirige l'attention sur les sensations physiques dans le moment présent, réduisant ainsi le potentiel de rumination des pensées et des inquiétudes. Cela permet aux individus de faire passer leurs émotions en libérant physiquement le stress.

### Méditation et pleine conscience
La méditation et la pleine conscience sont des techniques utiles de gestion du stress qui facilitent la relaxation, la conscience de soi et la réduction de la production d'hormones de stress. La méditation améliore la résilience émotionnelle, la cognition et la santé mentale en général en orientant l'attention vers le moment présent. La respiration profonde et la pleine conscience sont des techniques utiles qui activent la réponse de relaxation, réduisant ainsi le niveau de stress. Une pratique régulière améliore également la concentration, l'attention et la flexibilité cognitive, ce qui permet de répondre aux facteurs de stress de manière beaucoup plus sereine. En outre, la méditation favorise également la compassion et la confiance en soi, ce qui permet de ressentir plus de tendresse et de sympathie à l'égard de soi-même. La méditation peut être pratiquée à l'aide d'images guidées ou de techniques de relaxation musculaire progressive. En outre, assister à des cours de méditation guidée, utiliser des applications de méditation ou demander conseil à des praticiens expérimentés est un moyen viable de découvrir la méditation. Pour profiter pleinement de ses bénéfices, il est recommandé d'établir une routine de méditation régulière, car cette pratique peut réduire les hormones de stress comme le cortisol et l'adrénaline, tout en diminuant la pression artérielle et le rythme cardiaque, favorisant ainsi une relaxation physiologique globale. De plus, la pleine conscience consiste à prêter attention aux pensées, aux sentiments et aux sensations sans porter de jugement. Les exercices de respiration profonde et les méditations par scanner du corps sont des moyens efficaces dans ce cadre. Il est recommandé de trouver régulièrement du temps dans un endroit calme, sans distractions ou interruptions, afin de s'immerger totalement dans les exercices. Cette méthode améliore la perception de soi et favorise le bien-être, ce qui permet une qualité de vie satisfaisante.

### La spiritualité
La spiritualité soulage le stress en renforçant le soutien social par la présence d'une communauté de foi. Le partage de valeurs au sein d'une congrégation sociale offre un soutien émotionnel, contribuant à prévenir la solitude et à cultiver un sentiment d'appartenance et de connexion. En fait, la religion peut être décrite comme un ensemble de croyances sur Dieu partagées par une communauté, souvent associées à des pratiques et des écrits sacrés communs. De plus, la spiritualité peut aider les gens à comprendre leur vie et à trouver un sens et une valeur à leur existence. Pour illustrer, la spiritualité peut être pratiquée en partageant des pensées religieuses et en priant pour d'autres. De même, la fréquentation régulière d'une église le dimanche pourrait permettre d'acquérir un sentiment d'appartenance à la communauté. Le fait d'avoir un système de croyances favorise une meilleure santé en encourageant l'estime de soi et des réactions d'adaptation constructives, ce qui réduit enfin l'anxiété et la dépression. En outre, des études biologiques récentes suggèrent que la spiritualité peut réguler les réponses émotionnelles, renforçant ainsi la résilience contre les troubles liés au stress. En fait, selon une étude analysant la relation entre la spiritualité et le stress académique chez les étudiants, il a été conclu qu’un sentiment personnel profond de religion est lié à une activité plus faible dans les régions du cerveau responsables du stress, de la régulation émotionnelle et du traitement cognitif pendant les situations stressantes. Pour continuer, la spiritualité sert de mécanisme d'autoprotection, contribuant au relâchement du stress. Il est donc évident que la spiritualité peut avoir un impact positif sur la santé mentale.